# Pachygenium luetzenburgii
Pachygenium luetzenburgii là một loài thực vật có hoa trong họ Lan. Loài này được (Schltr.) Szlach., R. González & Rutk. mô tả khoa học đầu tiên năm 2001.